# Andrzej Grudzień
Andrzej Grudzień (ur. 1973 w Radomiu) – polski artysta fotograf, wykładowca, prowadzi profesjonalną szkołę artystyczną Studium Sztuki. Organizator szkoleń, warsztatów fotograficznych w Polsce i za granicą. Ekspert technik i sprzętu fotograficznego.  Wcześniej pracował m.in. jako fotoreporter. 

## Życiorys
Absolwent Warszawskiej Szkoły Filmowej. Studia na kierunku Film i Multimedia, specjalność Fotografia. Dyplom u prof. Prota Jarnuszkiewicza. Związany ze warszawskim środowiskiem fotograficznym – mieszka i tworzy w Warszawie. Jego prace można scharakteryzować jako transgresyjne poszukiwania w fotografii. Miejsce szczególne w jego twórczości zajmuje fotografia abstrakcyjna, fotografia dokumentalna, fotografia reportażowa. Do swojej pracy wykorzystuje kilka technik fotograficznych – m.in. fotografia tradycyjna, techniki alternatywne, techniki szlachetne, pinhole, polaroid. Część jego fotografii powstaje przy zastosowaniu fotografii otworkowej, fotografii wielkoformatowej i cyfrowej. Był fotoreporterem regionalnego, radomskiego dziennika Echo Dnia. W latach 2019–2023 był wykładowcą fotografii analogowej a w latach 2020–2023 dyrektorem Studium Fotografii ZPAF w Warszawie. Od 2023 prowadzi własną profesjonalną szkołę artystyczną Studium Sztuki. Jest stypendystą Ministerstwa Kultury i Dziedzictwa Narodowego.
Andrzej Grudzień jest autorem oraz współautorem wielu wystaw fotograficznych (indywidualnych oraz zbiorowych) w Polsce i za granicą. Jego fotografie prezentowano (m.in.) w Chełmie, Rzeszowie, Bielsku-Białej, Katowicach, Łodzi, Białej Podlaskiej, Piotrkowie Trybunalskim, Trieście (Włochy), Warszawie. Działania artystyczne zaczynał od projektu fotograficznego Przewidoczni, pokazanego po raz pierwszy na autorskiej prezentacji w Warszawie w 2011.
W 2018 rekomendowany przez Lecha Charewicza oraz Andrzeja Wiktora – został przyjęty w poczet członków rzeczywistych Okręgu Warszawskiego Związku Polskich Artystów Fotografików (legitymacja nr 1214). Z członkostwa w ZPAF zrezygnował we wrześniu 2023.
Vloger, twórca cyklu rozmów z fotografami pt. Fotoforma LIVE – Z pasji do fotografii – rozmowy Andrzeja Grudnia oraz kanału YouTube Gandalf Fotografii, na którym uczy podstaw pracy w ciemni fotograficznej.

## Cykle fotograficzne
- Agnieszka - Przekroczenie płci
- Wszyscy święci mojej mamy
- Axis Mundi i święte gaje
- Symbioza
- Inicjacje
- Depresja
- Embriony
- Emocje egzystencji
- Tożsamość
- Świat równoległy
- 11 listopada
- Światy widziane
- Płaska Ziemia

Źródło

## Wystawy indywidualne
- 2024 "Wszyscy święci mojej mamy" Galeria Kazamaty, Stara Prochownia, Warszawa
- 2024 „Axis Mundi i święte gaje” Galeria ZPAF, Katowice (wystawa wspólna z Jolantą Rycerską)
- 2024 „Światy widziane” Bialska Galeria Fotografii, Biała Podlaska
- 2023 „Tożsamość” Galeria B&B, Bielsko-Biała
- 2023 „Inicjacje” Galeria Nierzeczywista, Rzeszów
- 2023 „Światy widziane” Mała Galeria Fotografii – Muzeum Ziemi Przemyskiej, Przemyśl
- 2021 „Inicjacje” Galeria u Strasza, Kielce
- 2021 „Światy widziane” Galeria Atelier, Chełm
- 2021 „Przewidoczni” LĄD Festiwal, Nowa Dęba
- 2021 „Światy widziane” Galeria-Muzeum Fotografii, Janów Lubelski
- 2021 „Światy widziane” Pałac Zielińskiego, Kielce
- 2020 „Przewidoczni” CKiCZ, Serock
- 2011 „Przewidoczni” OSiR Tamka, Warszawa

Źródło